# MTR 버스

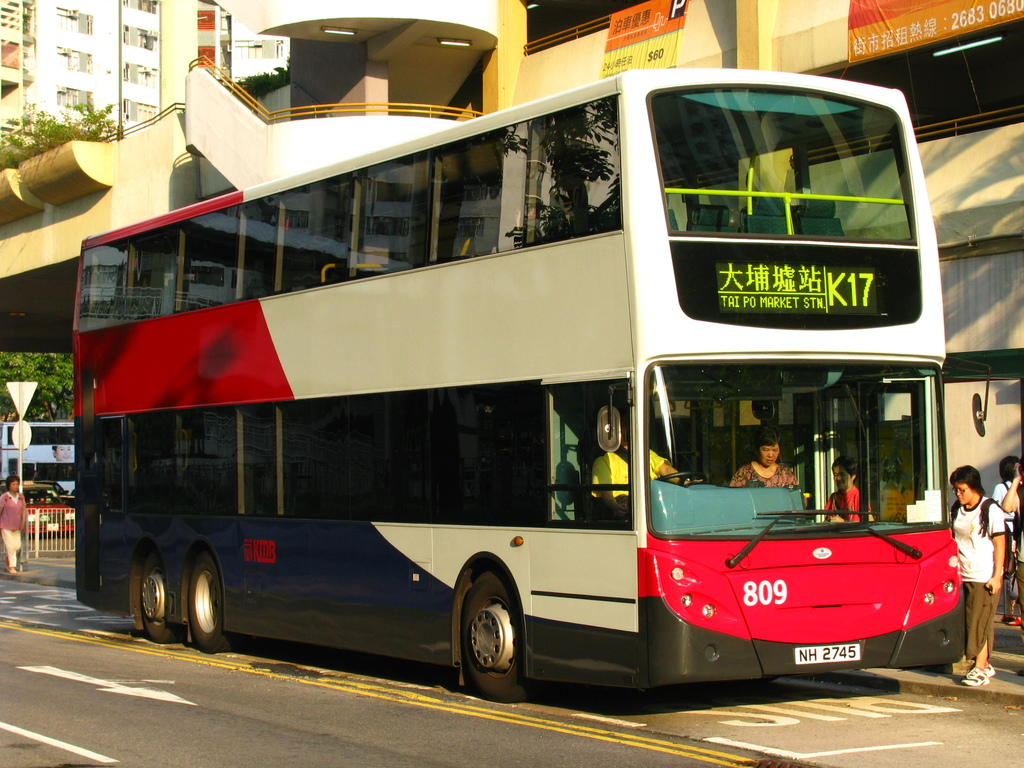

MTR 버스(중국어: 港鐵巴士, 월병: Gong5tit3 Ba1si6, 영어: MTR Bus)는 홍콩 신제를 달리는 버스 노선이다.